# Балто 2: В поисках волка
Балто 2: В поисках волка (англ. Balto II: Wolf Quest) — американский полнометражный мультфильм 2002 года, поставленный режиссёром Филом Вайнштейном как продолжение мультфильма «Балто» (1995). Мультфильм выпущен непосредственно на видео. В 2004 году вышла заключительная часть трилогии — «Балто 3: Крылья перемен».

## Сюжет
У Балто и Дженны рождаются шесть щенков. Пятеро — натуральные хаски, как и мать, а шестая, девочка Алу, очень похожа на волка. Вскоре все щенки находят новых хозяев, и лишь «волчицу» никто не хочет брать, поэтому она остаётся жить с отцом. Лишь спустя год Балто рассказывает Алу о её волчьих корнях. Шокированная признанием, Алу сбегает из дома, чтобы найти своё место в этом мире.
Тем временем Балто преследуют странные сны: во́рон и стая волков. И на следующий день после побега Алу, когда он отправляется её искать, ему встречаются эти странные создания: тот самый во́рон, хитрая лисица, насмехающиеся росомахи и разъярённый гризли, пропадающие бесследно.
Закадычные друзья Балто — Борис, Мак и Лак — не сопровождают пса в поисках, понимая, что для отца и дочери это нечто очень личное.
Тем временем Алу, найдя убежище в пещере, знакомится с мышкой-полёвкой Муру, который объясняет ей, что быть полуволком-полусобакой совсем не так уж и плохо. Вскоре отец и дочь воссоединяются, но Алу по-прежнему отказывается возвращаться домой. Балто вместе с ней отправляется в путешествие, ведомый тем самым вороном из снов. У Алу просыпаются необычные способности: например, она смогла прочесть мысли медведя-гризли, который собирался на них напасть.
Отец и дочь доходят до океана, где встречают стаю волков. Их вожак — старый Нава, владеющий магическим способностями, в частности, у него установлен контакт с загадочной белой волчицей Аниу. По его пророчеству, «скоро у стаи будет новый вожак: волк, не знающий, что он — волк». Все думают, что имеется в виду Балто. Однако, на власть претендует молодой волк Ниджу, поддерживаемый Нуком, Яком и Сумаком.
Наступает сезон миграции: волкам нужно отправляться на поиски пищи, и путь их лежит через широкое водное пространство, заполненное льдинами, и именно здесь происходит развязка — старый Нава не способен одолеть такую преграду, и Ниджу пользуется случаем, чтобы убить вожака и занять его место. Но в осуществлении этих планов ему мешает Алу, которая наконец-то находит своё место в жизни и становится новым вожаком стаи.
Балто возвращается в Ном, и по пути тот самый ворон превращается в Аниу — мать Балто.
Мультфильм заканчивается моментом, когда Балто прощается с Аниу.

## Роли озвучивали
| Актёр           | Роль          |
| --------------- | ------------- |
| Морис Ламарш    | Балто         |
| Джоди Бенсон    | Дженна        |
| Лейси Шабер     | Алу           |
| Дэвид Кэррадайн | Нава          |
| Монна Майчелл   | Аниу          |
| Марк Хэмилл     | Ниджу         |
| Чарлз Флейшер   | Борис         |
| Питер Макникол  | Муру          |
| Джо Аласки      | Нук / Охотник |
| Джефф Беннетт   | Як            |
| Роб Полсен      | Сумак         |
| Мэри Бергман    | Лиса          |

## Награды
В 2002 году мультфильм завоевал премию Humanitas Prize в категории «Анимация для детей».
В 2003 году работа в фильме художника-аниматора Тодда Бриттона номинировалась на премию «Энни» как «Выдающееся достижение в раскадровке в телевизионной анимации».